# А все-таки вона крутиться
«А все-таки вона крутиться» (італ. E pur si muove або Eppur si muove) — фраза, яку італійський науковець Галілео Галілей (1564—1642) начебто сказав в 1633 році після того, як його змусили відмовитися від тверджень, що Земля рухається навколо Сонця, а не навпаки. У цьому контексті ця фраза означає, що попри вимушене зречення Галілея, попри заяви церкви та будь-які інші переконання людей, Земля насправді рухається навколо Сонця, а не навпаки.

## Історія
За словами Стівена Гокінга, деякі історики вважають, що цей епізод міг статися, коли Галілея перевели з-під домашнього арешту під наглядом архієпископа Асканіо Пікколоміні до «іншого будинку, на пагорбах над Флоренцією». Цим іншим будинком була вілла Іль-Джойелло в Арчетрі.
У найпершій біографії Галілея, написаній його учнем Вінченцо Вівіані в 1655—1656 роках, ця фраза не згадана, і в протоколах судового процесу над Галілеєм фраза теж відсутня. Деякі автори стверджують, що Галілею було б нерозумно говорити такі речі перед інквізицією.
Англійською мовою фраза вперше з'явилась 1757 року в книзі «Італійська бібліотека» Джузеппе Баретті:357:
Як тільки він опинився на волі, він подивився на небо і на землю, і, тупнувши ногою, в споглядальному настрої промовив: «Eppur si muove», тобто «все одно вона рухається», маючи на увазі Землю.:52
Книга була широко розтиражована в «Querelles Littéraires» у 1761 році.
У 1911 році слова «E pur si muove» були знайдені на картині, яку щойно придбав колекціонер мистецтва Жюль ван Белль із Руселаре, Бельгія. Ця картина датована 1643 або 1645 роком (остання цифра частково прихована), в межах року або двох після смерті Галілея. Підпис нечіткий, але ван Белль приписує її іспанському художнику XVII століття Бартоломе Естебану Мурільо. Здавалося б, картина свідчить про те, що якийсь варіант фрази «Eppur si muove» був в обігу ще за століття до публікації в книжках, одразу після смерті Галілея, коли багато з тих, хто його знав, були ще живі та могли засвідчити автентичність фрази. Однак ця картина, місцеперебування якої наразі невідоме, виявилася майже ідентичною картині, написаній у 1837 році Еженом ван Мальдегемом, і, спираючись на стиль, багато мистецтвознавців сумніваються в тому, що картину ван Белля написав Мурільйо, або навіть у тому, що вона була написана раніше XIX століття.

## Культурний вплив
Фразу «А все-таки вона крутиться» неодноразово використовували в літературі та в текстах музичних творів:
- Назва книги радянського письменника Іллі Еренбурга, виданої 1921 року берлінським видавництвом «Гелікон».
- Ця фраза стала назвою п'єси радянського драматурга і сценариста Олександра Хмелика.
- В альбомі A Posteriori музичного проєкту Enigma перший трек називається «Eppur Si Muove».
- Ця фраза була написана на вступній заставці в дев'ятій серії («Terma») четвертого сезону телесеріалу «Цілком таємно».
- Третій альбом німецького симфо-метал-гурту Haggard має назву Eppur Si Muove.
- Англійська версія цієї фрази стала назвою для двовимірної комп'ютерної гри в жанрі платформера And Yet It Moves.